# Vanja Černjul
Vanja Černjul (* 3. Juni 1968 in Zagreb, Sozialistische Föderative Republik Jugoslawien) ist ein kroatischer Kameramann.

## Karriere
Černjul interessierte sich bereits in der Schule für Fotografie und war in einem Freundeskreis um den heutigen Reuters-Fotografen Saša Kavić, den Künstler Simon Bogojević Narath und die Regisseure Goran Rušinović und Ivan Miladinov, welcher ihn laut eigener Aussage kreativ förderte. Mit Saša Kavić sowie einem weiteren Freund aus der Schule, Tihomir Tunuković, studierte er von 1987 bis 1991 gemeinsam den Studiengang Kamera an der Akademija dramske umjetnosti u Zagrebu, der Kunstakademie der Universität Zagreb. Kurz vor Ende des Studiums und Anfang des Kroatienkrieges starb Tunuković 1991. Ihm zu Ehren wurde anschließend die Filmproduktionsfirma Tuna Film gegründet, die noch heute von dessen Bruder Davor Tunuković weitergeführt wird.
Mit dem Besuch eines Seminars an der Academy of Drama and Film in Budapest lernte er den Oscar-prämierten Kameramann Haskell Wexler kennen. Mit dessen Empfehlungsschreiben durfte er die Tisch School of the Arts der New York University von 1995 bis 1997 besuchen und machte dort seinen M.F.A.-Abschluss, den Master Of Fine Arts. Dort kam ihm zugute, dass viele Studenten Regisseure werden wollten und er während seiner Studienzeit bei fast zwei Dutzend Kurzfilmen Kameramann war. Darunter waren Filme, die später einige Auszeichnungen erhielten, wie Fishbelly White von Michael Burke, der für den Besten Kurzfilm beim Sundance Film Festival ausgezeichnet wurde oder Bleach von Bill Platt, der den Studentenoscar für den besten Film erhielt. Sein erster Film nach dem Studium war I'll Take You There von Adrienne Shelly.
Mit Richard Shepard verweilte er gerade für den Dreh von Hunting Party – Wenn der Jäger zum Gejagten wird in Kroatien, als er den Anruf der Produzenten von NBC erhielt, die mit dem Look von 30 Rock unzufrieden waren und ihn engagierten. Daraufhin flog er nach New York und übernahm bereits in der neunten Folge die Kameraführung. Nicht nur die Produzenten als auch Tina Fey waren mit seiner Arbeit zufrieden. Deswegen bekam er sowohl das Angebot für die zweite Staffel als auch 2008 eine Emmy-Nominierung für die beste Kamera einer halbstündigen Serie.
In den folgenden Jahren arbeitete er sowohl bei Bored to Death als auch bei Nurse Jackie als Kameramann. Für seine Arbeit an Nurse Jackie erhielt er abermals eine Emmy-Nominierung für die beste Kamera einer halbstündigen Serie. Sein letzter Kinofilm war City Island von Raymond De Felitta mit Andy García und Emily Mortimer, der 2009 in die Kinos kam.
2004 veröffentlichte Černjul das Buch Subjektivni kadrovi, welches unterschiedliche Gespräche mit dem 2008 verstorbenen kroatischen Kameramann Tomislav Pinter beinhaltet.

## Leben
Černjul mit seiner Frau Nives seit 1995 verheiratet und hat mit ihr seit 2002 einen gemeinsamen Sohn. Mit ihr lebt er in Nolita, einem Stadtteil in Manhattan, New York City. Dort lebt er mit Landsleuten wie dem Regisseur und Schauspieler Goran Dukić, Igor Martinović und dem Fotografen Davor Šuvak in der Nachbarschaft. Auf die Frage, ob er je wieder nach Zagreb zurückkehren werde, antwortete er, dass er Zagreb zweimal jährlich besuche, sodass er das Gefühl habe, nie wirklich weg gewesen zu sein (U Zagrebu sam barem dva puta godišnje, stoga nemam osjećaj da sam ga ikada sasvim napustio.).

## Filmografie (Auswahl)
- 1999: I’ll Take You There
- 2002: American Psycho II: Der Horror geht weiter
- 2006–2008: 30 Rock (25 Episoden)
- 2006: Dinge, die von Bäumen hängen (Things That Hang from Trees)
- 2006: Alles Betty! (1 Episode)
- 2006: Wristcutters: A Love Story
- 2007: Hunting Party – Wenn der Jäger zum Gejagten wird (Regie- und Kamera-Assistenz)
- 2007: Der Weihnachtswunsch (Where God Left His Shoes)
- 2008: Memories to Go – Vergeben... und vergessen! (Diminished Capacity)
- 2009: Meet the Rizzos (City Island)
- 2009–2010: Nurse Jackie (Fernsehserie, 15 Episoden)
- 2009–2010: Bored to Death (Fernsehserie, 16 Episoden)
- 2010: Majka asfalta
- 2011: Caca
- 2011: Violet & Daisy
- 2014: Adult Beginners – Erwachsenwerden für Anfänger (Adult Beginners)
- 2018: Crazy Rich (Crazy Rich Asians)
- 2018: The Perfection
- 2025: Tow

## Auszeichnungen (Auswahl)
- Emmy
  - 2008: Outstanding Cinematography for a Half-Hour Series - 30 Rock (nominiert)
  - 2010: Outstanding Cinematography for a Half-Hour Series - Nurse Jackie (nominiert)